# Melchior Otto Voit von Salzburg
Melchior Otto Voit von Salzburg (né le 19 juin 1603 à Eichenhausen, mort le 4 janvier 1653) est prince-évêque de Bamberg de 1623 à sa mort.

## Biographie
Melchior Otto appartient à la maison Voit von Salzburg (de). Il fut d'abord juge de district de Wurtzbourg et chantre de la cathédrale. Le 25 août 1642, il est nommé évêque de Bamberg. La confirmation a lieu le 5 mai 1643.
Le 14 novembre 1647, il transforme le collège des Jésuites de Bamberg en facultés de philosophie et de théologie de l'Academia Ottoniana. Il le nomme d'après Othon de Bamberg, le saint protecteur, dont les reliques sont à l'église Saint-Michel (de). Melchior Otto Voit von Salzburg est considéré comme le fondateur de l'université de Bamberg, qui est élargi sous Frédéric-Charles de Schönborn-Buchheim à quatre facultés.